# Coupe du monde de skeleton 2019-2020
Navigation
Édition précédente Édition suivante

La coupe du monde de skeleton 2019-2020 est la 34e édition de la Coupe du monde de skeleton, compétition de skeleton organisée annuellement par la Fédération internationale de bobsleigh et de tobogganing.
Elle se déroule entre le 7 décembre 2019 et le 16 février 2020 sur 8 étapes organisées en Amérique du Nord et en Europe en coopération avec la Coupe du monde de bobsleigh.

## Programme de la saison
La saison commence à Park City aux États-Unis et s'achève en Lettonie a Sigulda. Les championnats du monde auront lieu entre le 21 février et le 1er mars.
| \| Lake Placid Park City \| Sites des compétitions en Amérique du Nord |
| Lake Placid Park City                                                  |

| Lake Placid Park City |

| \| Sigulda Königssee Winterberg La Plagne St Moritz Igls \| Sites des compétitions en Europe |
| Sigulda Königssee Winterberg La Plagne St Moritz Igls                                        |

| Sigulda Königssee Winterberg La Plagne St Moritz Igls |

Lors de chaque week-end de compétition, une épreuve masculin et une épreuve féminine sont organisées. 

## Attribution des points
Les manches de Coupe du monde donnent lieu à l'attribution de points, dont le total détermine le classement général de la Coupe du monde.
Ces points sont attribués selon cette répartition :
| Place  | 1   | 2   | 3   | 4   | 5   | 6   | 7   | 8   | 9   | 10  | 11  | 12  | 13  | 14  | 15  | 16 | 17 | 18 | 19 | 20 | 21 | 22 | 23 | 24 | 25 | 26 | 27 | 28 | 29 |
| ------ | --- | --- | --- | --- | --- | --- | --- | --- | --- | --- | --- | --- | --- | --- | --- | -- | -- | -- | -- | -- | -- | -- | -- | -- | -- | -- | -- | -- | -- |
| Points | 225 | 210 | 200 | 192 | 184 | 176 | 168 | 160 | 152 | 144 | 136 | 128 | 120 | 112 | 104 | 96 | 88 | 80 | 74 | 68 | 62 | 56 | 50 | 45 | 40 | 36 | 32 | 28 | 24 |

## Classement Général[1]
| Rang | Nom                 | Points | Victoire(s) |
| ---- | ------------------- | ------ | ----------- |
| 1    | Martins Dukurs      | 1665   | 3           |
| 2    | Alexander Tretiakov | 1603   | 3           |
| 3    | Yun Sung-bin        | 1581   | 1           |
| 4    | Felix Keisinger     | 1506   |             |
| 5    | Alexander Gassner   | 1362   |             |

| Rang | Nom                | Points | Victoire(s) |
| ---- | ------------------ | ------ | ----------- |
| 1    | Jacqueline Lölling | 1632   | 2           |
| 2    | Janine Flock       | 1614   |             |
| 3    | Elena Nikitina     | 1595   | 3           |
| 4    | Tina Hermann       | 1523   | 3           |
| 5    | Mirela Rahneva     | 1376   |             |

## Calendrier
| 1. Lake Placid (7 et 8 décembre 2019) |                    |                |                     |
| Épreuve                               | Vainqueur          | Deuxième       | Troisième           |
| Hommes                                | Axel Jungk         | Martins Dukurs | Alexander Tretiakov |
| Femmes                                | Jacqueline Lölling | Janine Flock   | Tina Hermann        |

| 2. Lake Placid (14 et 15 décembre 2019) |                     |                    |                 |
| Épreuve                                 | Vainqueur           | Deuxième           | Troisième       |
| Hommes                                  | Alexander Tretiakov | Martins Dukurs     | Felix Keisinger |
| Femmes                                  | Elena Nikitina      | Jacqueline Lölling | Janine Flock    |

| 3. Winterberg (3 et 4 janvier 2020) |              |                   |              |
| Épreuve                             | Vainqueur    | Deuxième          | Troisième    |
| Hommes                              | Yun Sung-bin | Alexander Gassner | Axel Jungk   |
| Femmes                              | Tina Hermann | Mirela Rahneva    | Janine Flock |

| 4. La Plagne (11 et 12 janvier 2020) |                     |                |                            |
| Épreuve                              | Vainqueur           | Deuxième       | Troisième                  |
| Hommes                               | Alexander Tretiakov | Martins Dukurs | Yun Sung-bin Geng Wenqiang |
| Femmes                               | Elena Nikitina      | Janine Flock   | Jacqueline Lölling         |

| 5. Igls (18 et 19 janvier 2020) |                    |              |                     |
| Épreuve                         | Vainqueur          | Deuxième     | Troisième           |
| Hommes                          | Martins Dukurs     | Yun Sung-bin | Alexander Tretiakov |
| Femmes                          | Jacqueline Lölling | Janine Flock | Megan Henry         |

| 6. Königssee (25 et 26 janvier 2020) |                     |                    |                 |
| Épreuve                              | Vainqueur           | Deuxième           | Troisième       |
| Hommes                               | Alexander Tretiakov | Yun Sung-bin       | Felix Keisinger |
| Femmes                               | Tina Hermann        | Jacqueline Lölling | Elena Nikitina  |

| 7. Saint-Moritz (1 et 2 février 2020) |                |                    |              |
| Épreuve                               | Vainqueur      | Deuxième           | Troisième    |
| Hommes                                | Martins Dukurs | Felix Keisinger    | Axel Jungk   |
| Femmes                                | Tina Hermann   | Jacqueline Lölling | Janine Flock |

| 8. Sigulda (14 au 16 février 2020) |                |                  |              |
| Épreuve                            | Vainqueur      | Deuxième         | Troisième    |
| Hommes                             | Martins Dukurs | Tomass Dukurs    | Yun Sung-bin |
| Femmes                             | Elena Nikitina | Marina Gilardoni | Janine Flock |

|                                                                               |  |  |  |  |  |  |
| Altenberg Championnats du monde de la FIBT 2020 (21 février au 1er mars 2020) |  |  |  |  |  |  |
|                                                                               |  |  |  |  |  |  |